# Респиги, Отторино
Оттори́но Респи́ги (итал. Ottorino Respighi; 9 июля 1879[…], Болонья — 18 апреля 1936[…], Рим) — итальянский композитор.
Основное значение в наследии Респиги имеет музыка для симфонического оркестра.

## Биография
Сын учителя фортепиано, получил первые уроки музыки у своего отца. С 1891 года учился в Болонском музыкальном лицее у Федерико Сарти (скрипка и альт) и Джузеппе Мартуччи (композиция), занимался также под руководством музыковеда Луиджи Торки, от которого унаследовал интерес к итальянской музыке XVI—XVIII веков.
В 1899 году получил диплом инструменталиста и отправился в Россию, где играл в оркестре Мариинского театра, а также на протяжении пяти месяцев изучал композицию в Санкт-Петербургской консерватории у Н. А. Римского-Корсакова.
Затем некоторое время работал в Москве. За время пребывания в Санкт-Петербурге и Москве овладел русским языком. В дальнейшем вернулся в Болонью, где получил диплом по композиции. Работал аккомпаниатором в вокальной школе Этельки Герстер, играл на альте в квинтете под руководством Бруно Муджеллини.
Некоторое время концертировал также в Германии. В то же время брал уроки композиции у Ферруччо Бузони и Макса Бруха.
Затем полностью посвятил себя композиции.
С 1913 года преподавал в римской консерватории Санта-Чечилия, в 1923—1926 годах — её директор.

## Творчество
Респиги проделал эволюцию от импрессионизма к неоклассицизму.
В 1916 г. создал симфоническую поэму «Фонтаны Рима», в которой отразились его впечатления от четырёх фонтанов Вечного города. За этим триумфом последовали «Пинии Рима» (1924), «Римские празднества» (1926) и сюита «Птицы» (1927). Перу Респиги принадлежат также 9 опер.

## Список сочинений

### Оперы
- Король Энцо (Re Enzo, 1905)
- Семирамида (Semirâma, 1909)
- Мария Виктория (Marie Victoire, 1913)
- Спящая красавица в лесу (La bella addormentata nel bosco, 1922)
- Бельфагор (Belfagor, 1923)
- Затонувший колокол (La campana sommersa, 1927)
- Мария Египетская (Maria Egiziaca, 1932)
- Пламя (La Fiamma, 1934)
- Лукреция (по У.Шекспиру; завершена Элизой Респиги, поставлена в 1937)

### Балеты
- Волшебная лавка (La Boutique fantasque, 1918, на темы Россини)
- Волшебные часы (La Pentola magica, 1920, на русские народные темы)
- Севр Средневековой Франции. Оживший фарфор (Sèvres de la vieille France, 1920, на темы XVII—XVIII века)
- Венецианское скерцо (Проделки Коломбины) (Scherzo Veneziano. Le astuzie di Columbina, 1920)
- Белкис, царица Савская (Belkis, regina di Saba, 1931)

### Для оркестра
- Симфонические вариации (1900)
- Прелюдия, хорал и фуга (1901)
- Ария для струнных (1901)
- Сюита для струнных (1902)
- Менуэт для струнных (1903)
- Серенада для малого оркестра (1904)
- Бурлеска (1906)
- Ноктюрн (1907)
- Карнавальная увертюра (Ouverture carnevalesca; 1914)
- Драматическая симфония (Sinfonia drammatica; 1914)
- Старинные лютневые танцы и песни (Antiche danze ed arie per liuto). Сюита № 1 (1917)
- Баллада о гномах (Ballata delle gnomidi; 1919)
- Старинные лютневые танцы и песни. Сюита № 2 (1923)
- Бельфагор (Belfagor, увертюра на материале одноимённой оперы; 1924)
- Россиниана (сюита; 1925)
- Витражи собора (Vetrate di chiesa; 1926)
- Триптих Боттичелли (Trittico botticelliano; 1927)
- Птицы (Gli uccelli; 1927)
- Бразильские впечатления (Impressioni brasiliane; 1928)
- Метаморфозы. Тема с 12 вариациями (Metamorphoseon. Modi XII; 1930)
- Старинные лютневые танцы и песни. Сюита № 3 (1932)
- Белкис, царица Савская. Сюита из балета (1934)

##### «Римская трилогия»
- Фонтаны Рима (Le fontane di Roma; 1916)
- Пинии Рима (I pini di Roma; 1924)
- Римские празднества (Feste romane;1928)

### Для инструментов с оркестром
- Легенда для скрипки с оркестром (1902)
- Концерт для фортепиано с оркестром A minor (1902)
- Мелодия и вальс для флейты с оркестром (1902)
- Юмореска для скрипки с оркестром (1903)
- Концерт для скрипки с оркестром ля мажор (1903; заверш. Salvatore Di Vittorio, 2009)
- Фантазия для фортепиано с оркестром «Слава» (1903)
- Адажио для двух гобоев и струнных (1903)
- Сюита для флейты и струнных (1905)
- Сюита для органа и струнных (1905)
- Концерт в старинном стиле, для скрипки с оркестром (1908)
- Адажио с вариациями для виолончели с оркестром (1921)
- Концерт для скрипки с оркестром «Григорианский» (Concerto Gregoriano, 1921)
- Концерт в миксолидийском ладу (In modo misolidio), для фортепиано с оркестром (1925)
- Осенняя поэма (Poema autunnale), для скрипки с оркестром (1925)
- Токката для фортепиано с оркестром (1928)
- «Концерт для пяти» (Concerto a cinque), для гобоя, трубы, скрипки, контрабаса, ф-но и струнных (1933)

### Для хора
- Христос, библейская кантата для солистов, хора и оркестра (1898)
- Весна (La Primavera, 1923)
- Хвала Рождеству Христову (Lauda per Natività del Signore, 1930)

### Для голоса с оркестром
- Плач Ариадны (Lamento d' Ariadna; оркестровка и музыкальная редакция арии из оперы К. Монтеверди, 1908)
- Аретуза (сольная кантата, 1911)
- Закат (Il tramonto, 1914)
- Недотрога / Мимоза (La sensitiva, 1915; сольная кантата)
- Флейта Пана (1918)
- Лесное божество (1925)

### Камерные составы
- Сонаты для скрипки и фортепиано (1897, 1917)
- Струнные квартеты (1898, 1901, 1903, 1904); струнный квартет d-moll «Ernst ist das Leben, heiter ist die Kunst» (Жизнь скучна, искусство весело, 1909); струнный квартет «Дорийский» (Quartetto dorico, 1924)
- Пять пьес для скрипки и фортепиано (1901)
- Колыбельная, для струнных (1902)
- Фортепианный квинтет (1902)
- Шесть пьес для скрипки и фортепиано (1906)
- Сюита из табакерки, для фортепиано в 4 руки и духовых (1930)

### Для фортепиано
- Соната фа минор (1897)
- Шесть пьес (1903)
- Три прелюдии на темы григорианских хоралов (1920)
- Шесть детских пьес для фортепиано в 4 руки (1926)

### Для голоса и фортепиано
- Туман (Nebbie, 1906)
- Stornellatrice (1906)
- Пять песен под старину (Cinque canti all’antica, на тексты Дж. Боккаччо, Донини; 1906)
- Пять стихотворений (на стихи П. Б. Шелли, Ж.Ферзена, Р.Тагора; 1917)
- Четыре песни Г. д’Аннунцио (Quattre canzone di Gabriele d’Annunzio, 1920)